# Piaski (gmina Krotoszyn)
Piaski – osada w Polsce, położona w województwie wielkopolskim, w powiecie krotoszyńskim, w gminie Krotoszyn.